# Hulubești, Dâmbovița
Hulubești este satul de reședință al comunei cu același nume din județul Dâmbovița, Muntenia, România. El se află în partea de vest a județului, în Platforma Cândești din Podișul Getic.
Este satul natal al lui Constantin Stroe,  inginer român, fost director general, membru al Consiliului de Administrație si artizanul privatizarii de succes a companiei Dacia Automobile S.A..